# Ramex californiensis
Ramex californiensis är en ringmaskart som beskrevs av Hartman 1944. Ramex californiensis ingår i släktet Ramex och familjen Terebellidae. Inga underarter finns listade i Catalogue of Life.